# Sophora mollis
Sophora mollis là một loài thực vật có hoa trong họ Đậu. Loài này được (Royle) Baker miêu tả khoa học đầu tiên.